# Пауки-рыси
Пауки-рыси (лат. Oxyopidae) — семейство аранеоморфных пауков. Большинство видов редко используют паутину, а являются активными охотниками на растениях. Многие виды устраивают засады на цветах-медоносах, аналогично паукам-крабам (Thomisidae). В отличие от большинства пауков достаточно терпимы к другим представителям своего вида, и по крайней мере у одного вида зарегистрировано социальное поведение. Насчитывают 454 вида, объединённых в 9 родов.

## Описание
Большинство представителей родов Oxyopes и Hamataliwa серого цвета, имеют малый и средний размер. Охотятся из засады, преследуя добычу на растениях, совершая прыжки и короткие перебежки. В зависимости от сезона некоторые виды прячутся в цветах, охотясь на насекомых-опылителей. Остальные виды устраивают засады на коре деревьев или в стеблях растений. Виды рода Peucetia значительно крупнее и имеют ярко-зелёный маскировочный цвет.

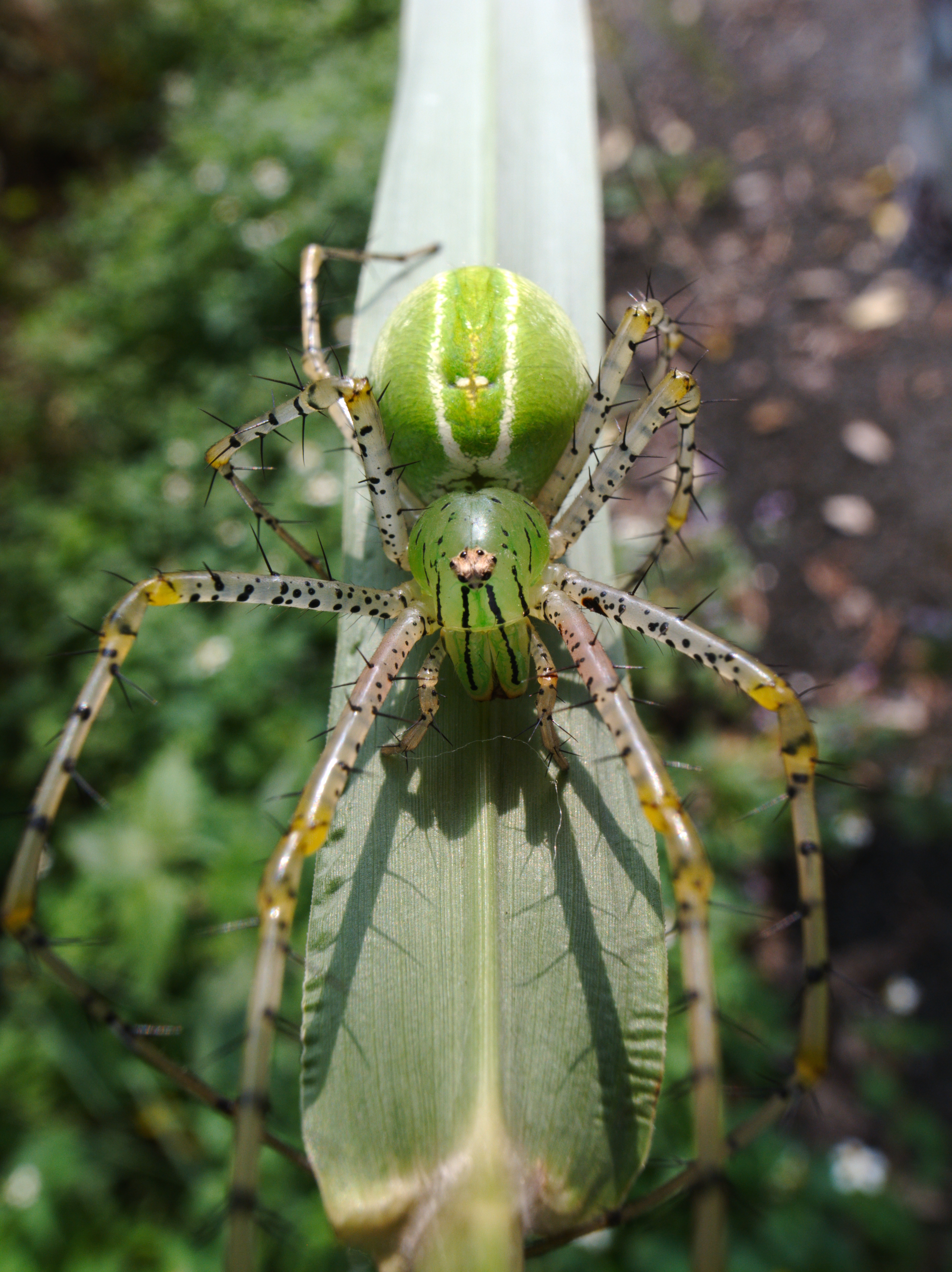
Самка рода Peucetia

При приближении хищников или крупных существ (в том числе человека) пытаются поскорее скрыться (за исключением случаев, когда защищают яйца). Как правило, не агрессивны по отношению к другим членам своего вида, изредка даже проживают небольшими группами. Один из видов рода Tapinillus отмечен как относящийся к числу немногочисленных видов социальных пауков, живущих колониями с общим питанием и коллективной заботой о потомстве.
Обладают хорошим зрением, на которое полагаются при охоте и приближающейся опасности.
Вид Peucetia viridans обладает необычным для пауков свойством — самки, защищая свои яйца, плюются ядом на объект, представляющий угрозу, в том числе и людей. Однако для человека яд безопасен.

## Роды
- Hamadruas Deeleman-Reinhold, 2009
- Hamataliwa Keyserling, 1887
- Hostus Simon, 1898
- Oxyopes Latreille, 1804
- Peucetia Thorell, 1869
- Pseudohostus Rainbow, 1915
- Schaenicoscelis Simon, 1898
- Tapinillus Simon, 1898
- Tapponia Simon, 1885

## Галерея

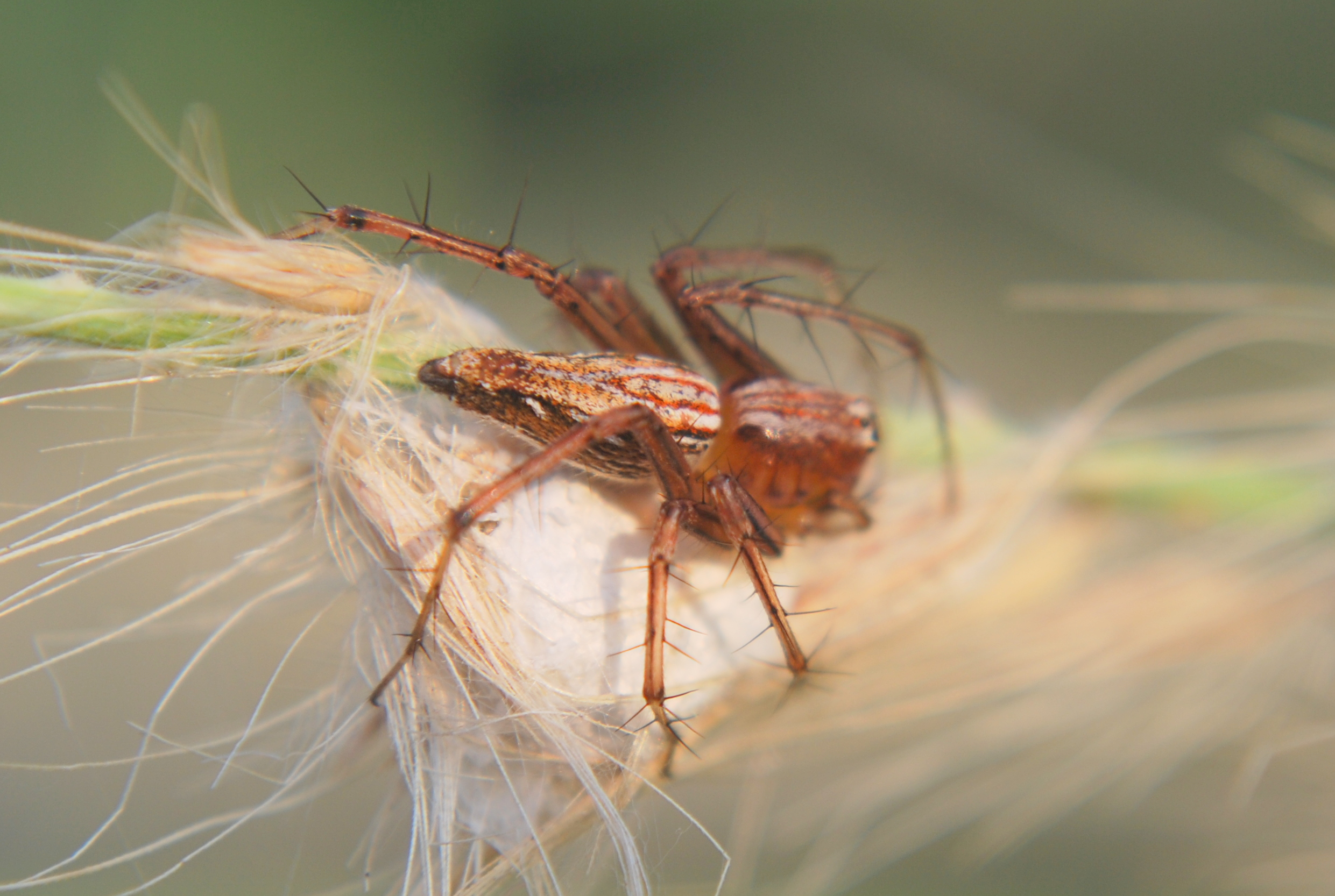
Oxyopes quadrifasciatus
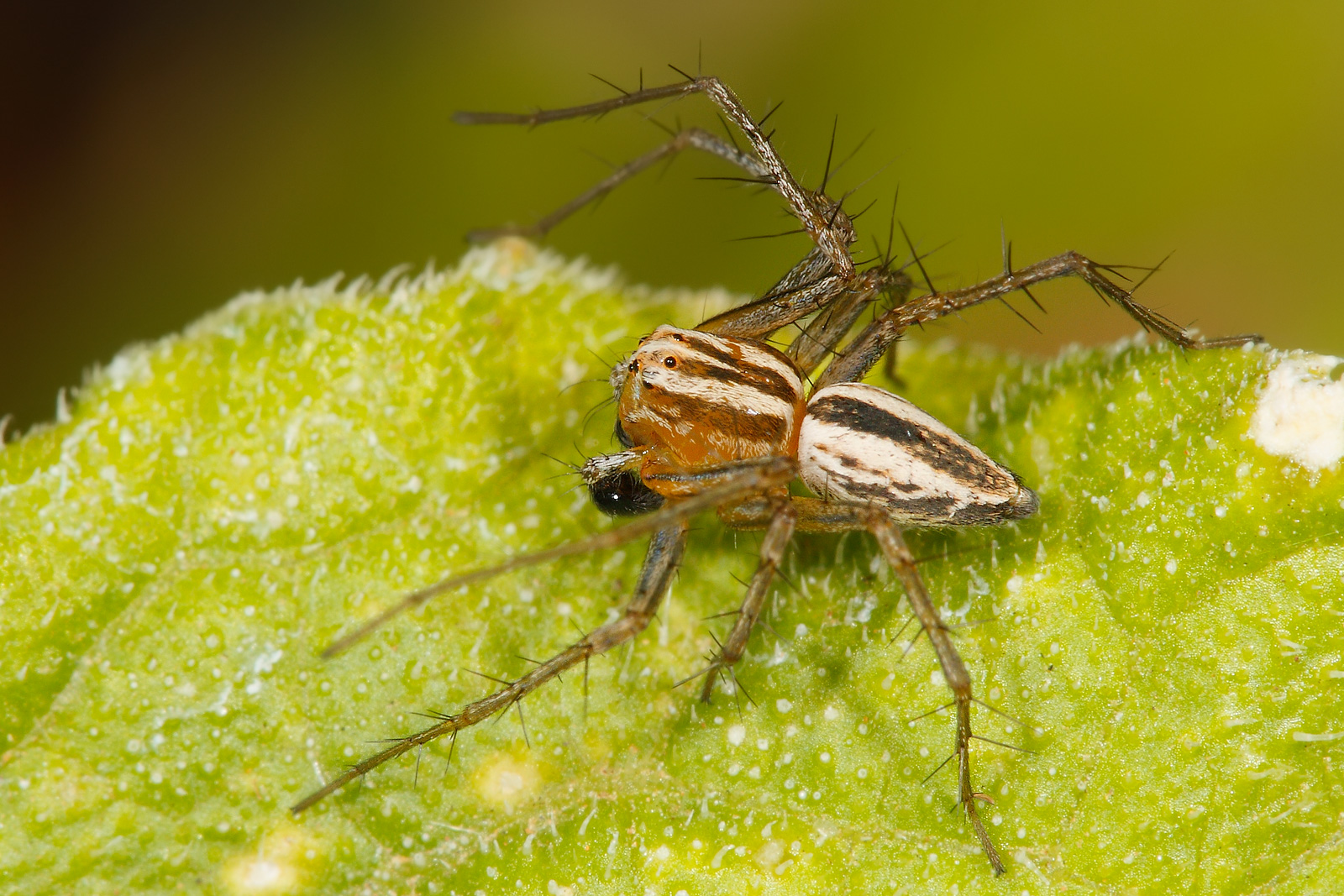
Представитель рода Oxyopes
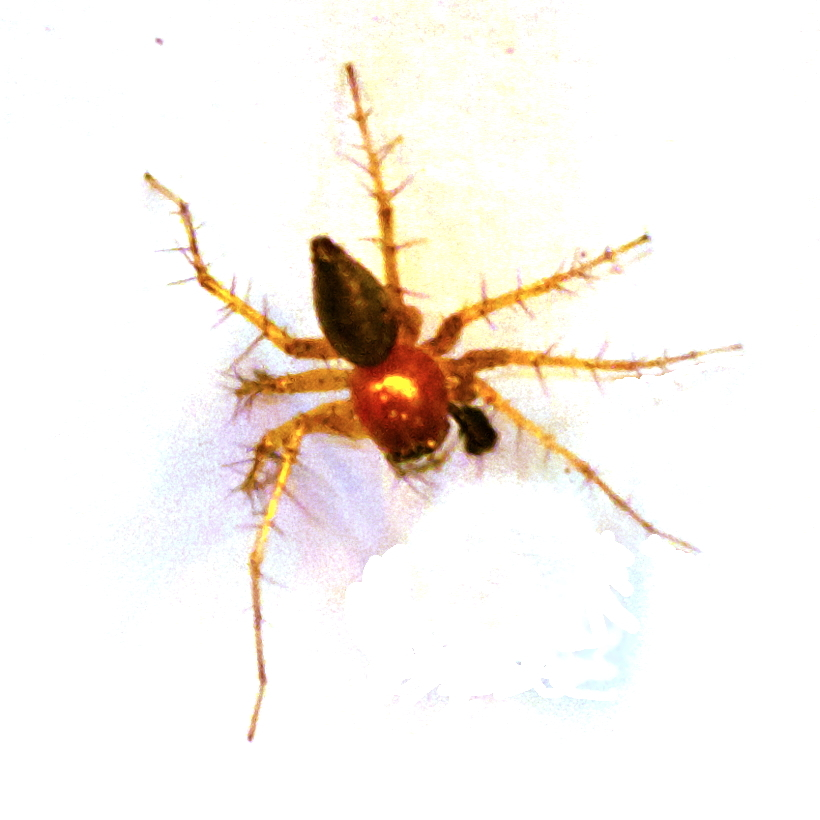
Самец Oxyopes salticus